# Lazucha tisolistá
Lazucha tisolistá (Caulerpa taxifolia) je zelená řasa z čeledi lazuchovitých. Patří k významným mořským invazivním druhům, byla zařazena na seznam 100 nejinvazivnějších druhů světa.

## Synonyma
- Fucus taxifolius M. Vahl, 1802

Za synonymum druhu C. taxifolia byly některými autory považovány též druhy:
- Caulerpa mexicana Sonder ex Kützing, 1849
- Caulerpa pectinata Kützing, 1849
- Caulerpa pinnata (Linné, 1782) C. A. Agardh, 1817

## Popis
Má makroskopickou stélku rozlišenou na rhizoid („kořínek“) a fyloid („list“). Fyloidy jsou vzpřímeně splývající ve vodě a mají délku 5 až 65 cm; ve Středomoří dorůstají délky až 3 m.

## Výskyt
Žije přisedle v litorálu teplých moří až do hloubky obvykle 1 až 35 m, ale její menší kolonie byly nalezeny i ve hloubkách okolo 100 m.

## Rozšíření
Původně byla popsána na základě nálezů v pobřežních vodách ostrova Saint Croix v souostroví Panenské ostrovy v Karibiku. Její současné rozšíření zahrnuje Bermudy, Kanárské ostrovy, západní pobřeží Afriky od Mauretánie po Gabon, celou oblast Karibiku, pobřeží Jemenu, východní pobřeží Afriky včetně Madagaskaru, pobřeží Pákistánu, Indie, Indonésie, Nové Guineje, dále jižní Japonsko, části pobřeží Číny, prakticky celé pobřeží Austrálie a Nového Zélandu a většiny tichomořských ostrovů včetně Havaje. Velkým problémem se stala ve Středomoří.

## Obsahové látky
Jako ochranu před herbivory používá používá acetylenický seskviterpen caulerpenyn (v češtině nesprávně počešťovaný jako kaulerpin), který ji činí nepoživatelnou. Původně též za obrannou látku považovaný indolový alkaloid caulerpin se ukázal jako málo biologicky aktivní.
Pro člověka není jedovatá.

## Ekologické problémy
Při čištění mořských akvárií Oceánografického muzea v Monaku na začátku osmdesátých let 20. století unikl akvarijní hybrid C. taxifolia do Středozemního moře. V roce 1984 ji poprvé v moři v blízkosti muzea objevil algolog Alexandre Meinesz. Od té doby se lavinovitě šíří po Středomoří, protože zde nemá přirozeného nepřítele, který by reguloval velikost jejích populací.
Její nebezpečnost spočívá v tom, že vytěsňuje původní společenstva organismů mořského dna na místech, kam se dostane. Dělá to fyzikálně – zastíní původní vegetaci, která v důsledku nedostatku světla vyhyne, i chemicky – produkuje směs terpenoidů toxickou pro bezobratlé i některé obratlovce. Výzkumy ukazují, že C. taxifolia uniklá z akvárií je nebezpečnější, než populace žijící v původním areálu rozšíření a to vzhledem k tomu, že tento hybrid je schopný přežívat i při poklesu teploty až na 7 °C.
Působí problémy také na pobřeží Nového Jižního Walesu a Kalifornie.
Jediným jejím dosud známým nepřítelem, který je schopen ji konzumovat, je mořský plž Elysia subornata Verril, 1901, který však v prostředí Středozemního moře nepřežívá zimní teploty a pětiměsíční období jeho života a rozmnožování nestačí k úspěšném potlačení šíření této nebezpečné řasy.

## Použití
Běžně je užívána jako dekorační řasa v mořských akváriích. Její prodej však byl v mnoha zemích v poslední době zakázán (např. v USA).
Používá se též jako složka salátu z mořských řas, zejména na Filipínách.